# Oceanarium de Lisbonne
L'Oceanário de Lisboa est un océanarium portugais situé dans la capitale, Lisbonne. Il fait partie du Pavillon des Océans, situé dans le parc des Nations, quartier créé pour accueillir l'Exposition internationale de Lisbonne de 1998 « Océan avenir de l'humanité ».
Dessiné par l'architecte américain Peter Chermayeff et son cabinet Cambridge Seven Associates (en)  qui avaient déjà construit ceux de Gênes, Sea Life Sydney Aquarium (en), Baltimore et Osaka, il est construit sur une étendue d'eau fermée et relié à l'accueil par un pont. Il est le deuxième plus grand aquarium public d'Europe,. L'Oceanário reçoit aux alentours d'un million de visiteurs chaque année.

## Historique
L'Expo '98 était le prétexte de la réhabilitation de cette zone désaffectée. Face à la montée des océans, l'augmentation de la pollution dans ces derniers, et la raréfaction des espèces marines, il était urgent de faire prendre conscience de l'importance de l'océan en tant que source de vie.
Il a donc été prévu d'intégrer un aquarium au site de l'Exposition universelle. Cet aquarium devait appuyer le message de l'Expo 98  : « sauvegardons et protégeons nos océans ».
Sa construction démarre en 1994. La zone de construction doit être asséchée pour enfoncer les piliers de soutien (180 au total, 1,4 mètres de diamètre chacun) du bâtiment dans le lit du port. Les premiers animaux marins commencent à peupler l'aquarium en 1996. Signe que les animaux se sont adaptés à ce nouvel environnement, un couple de loutres donna naissance à un bébé deux semaines avant le lancement d'Expo 98.
Lors des trois mois et demi de l'Expo 98, l'aquarium accueille quatre millions de visiteurs.
Par la suite, un projet jumeau est commandé par la ville de New Bedford, Massachusetts. En 2004, constatant que les visiteurs sont très curieux sur la nourriture des animaux de l'aquarium, l'Oceanário lance les visites spécifiques aux heures de repas des animaux. Une de ses salles est renommée Sophia de Mello Breyner Andresen (1919-2004) en hommage à la poétesse récemment décédée.
En 2011, un nouvel édifice côte port de la passerelle est érigé, conçu par le cabinet Campos Costa Arquitectos. Élevé sur sept piliers massifs, le bâtiment contient un auditorium, des salles d'exposition et des restaurants. Il sert de nouvelle entrée à l'aquarium. Bien que la volumétrie du nouveau bâtiment (cubique) évoque celle de l'aquarium, celui-ci a été établi sur sa propre base architecturale, sans jeu de soutien de masse entre les deux bâtiment.

## Présentation
Le bâtiment est composé de deux parties, la billetterie et le magasin de souvenirs sur la terre ferme, et l'aquarium en lui-même « posé sur l'eau », dans un bassin donnant sur le Tage. On y accède par une passerelle. L'aquarium occupe deux étages et peut être observé à ses deux niveaux. Cinq écosystèmes sont représentés.
L'aquarium héberge 15.000 spécimens de 250 espèces différentes.
Son concepteur, Peter Chermayeff, est considéré comme faisant partie d'une branche de l'architecture qualifiée d'« aquaritecture » et qui s'intéresse à l'architectonique spécifique aux aquariums.

### Océan Global: Aquarium central
L'aquarium central est l'attraction majeure. Il rassemble des spécimens de haute mer dans 5 000 mètres cubes d'eau, l'équivalent de deux piscines olympiques. Il est au centre de l'aquarium et les visiteurs tournent autour durant toute la visite sur les deux étages, permettant ainsi de le voir sous tous les angles. Sont représentées de nombreuses espèces, notamment le requin-tigre, le requin-marteau, la raie, le thon, le mérou, et un rare poisson-lune, poisson de très grande taille mais qui reste fragile et en sursis à cause de sa nage très lente et à la surface, proie facile des pêcheurs et des heurts avec les bateaux.

### Ailes
Chaque aile représente un écosystème côtier distinct. Chaque aile contient un bassin de 20.000 litres d'eau.
- Aile Antarctique : Une partie de la banquise a été recréée à l'intérieur de l'Oceanário avec ses habitants, les manchots et les gorfous.
- Aile Océan Indien : Partie tropicale de l'Oceanário, avec des oiseaux exotiques en semi-liberté, les poissons exotiques de toutes les couleurs, des récifs de coraux, des poissons bioluminescents. Il s'agit de la reconstitution de l'écosystème de l'île des Seychelles, où l'on trouve un niveau de biodiversité des plus élevés sur Terre. Le poisson Napoléon y est présent, avec ses tons de bleu magnifiques et sa taille impressionnante. À cela est associée la reconstitution d'une forêt tropicale, avec sa flore caractéristique.
- Aile Atlantique Nord : Abrite les poissons des Açores, les poissons-chats, les calamars, et les méduses.
- Aile Pacifique tempéré : Regroupe les méduses tropicales, les pieuvres géants du Pacifique, et divers animaux des profondeurs. Dans cette aile figurent également une des attractions les plus étonnantes de l'Oceanário, la loutre mais aussi des requins-chats et quelques dauphins baleine.

## Accès
L'Oceanário est accessible par bus, métro ou train :
- Métro de Lisbonne : Linha do Oriente, ou « ligne Oriente » (de couleur rouge), station Oriente.
- Train : la gare Oriente dessert le nord et le sud du pays.
- Bus no 28 pour la gare Santa Apolónia et les rives du Tage en direction du centre de la ville.

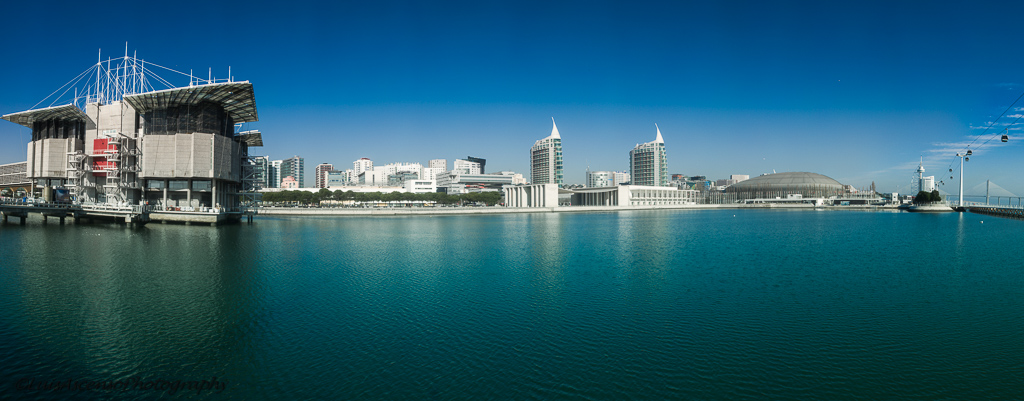
Vue partielle sur le Parc des Nations.
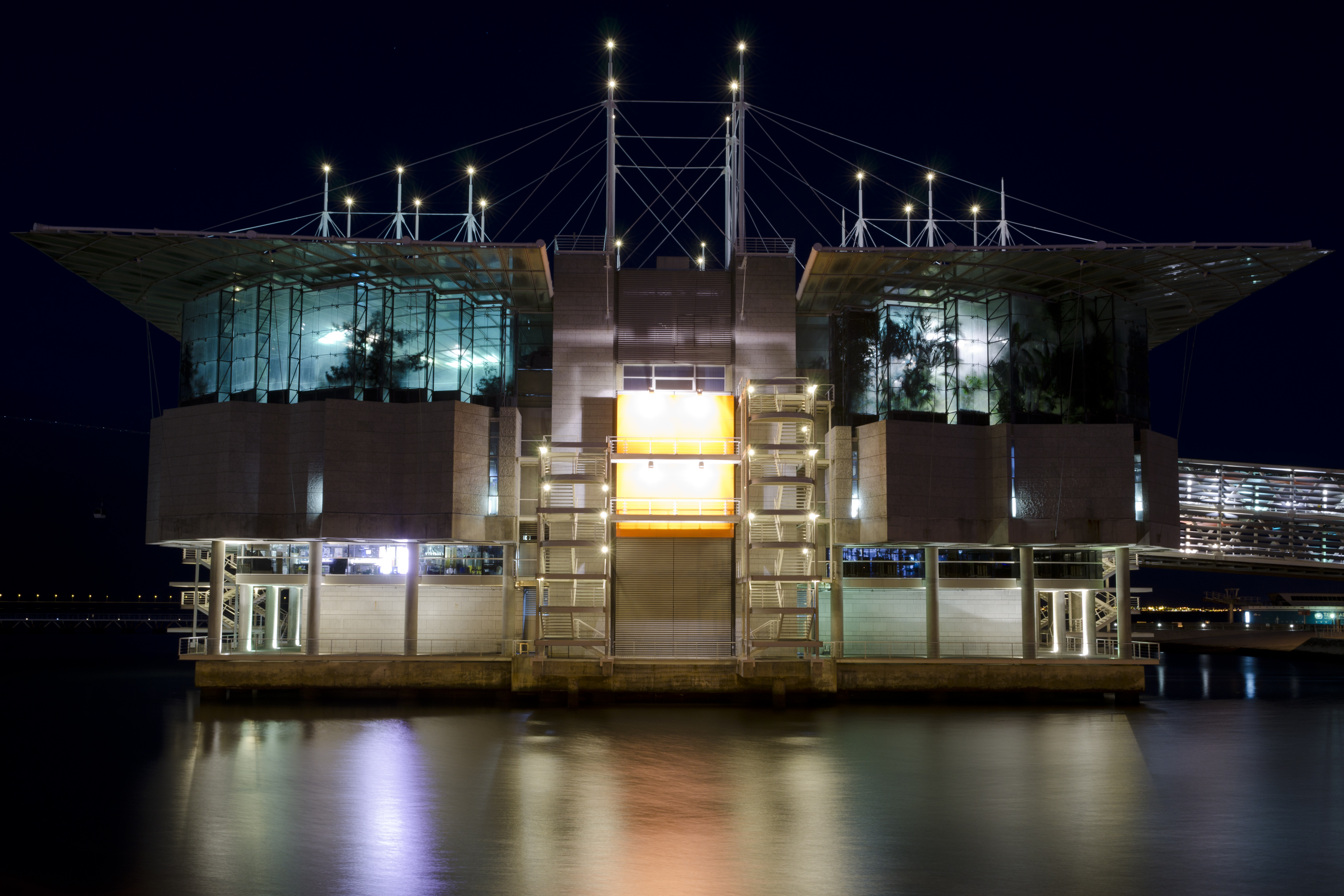
Vue de nuit.
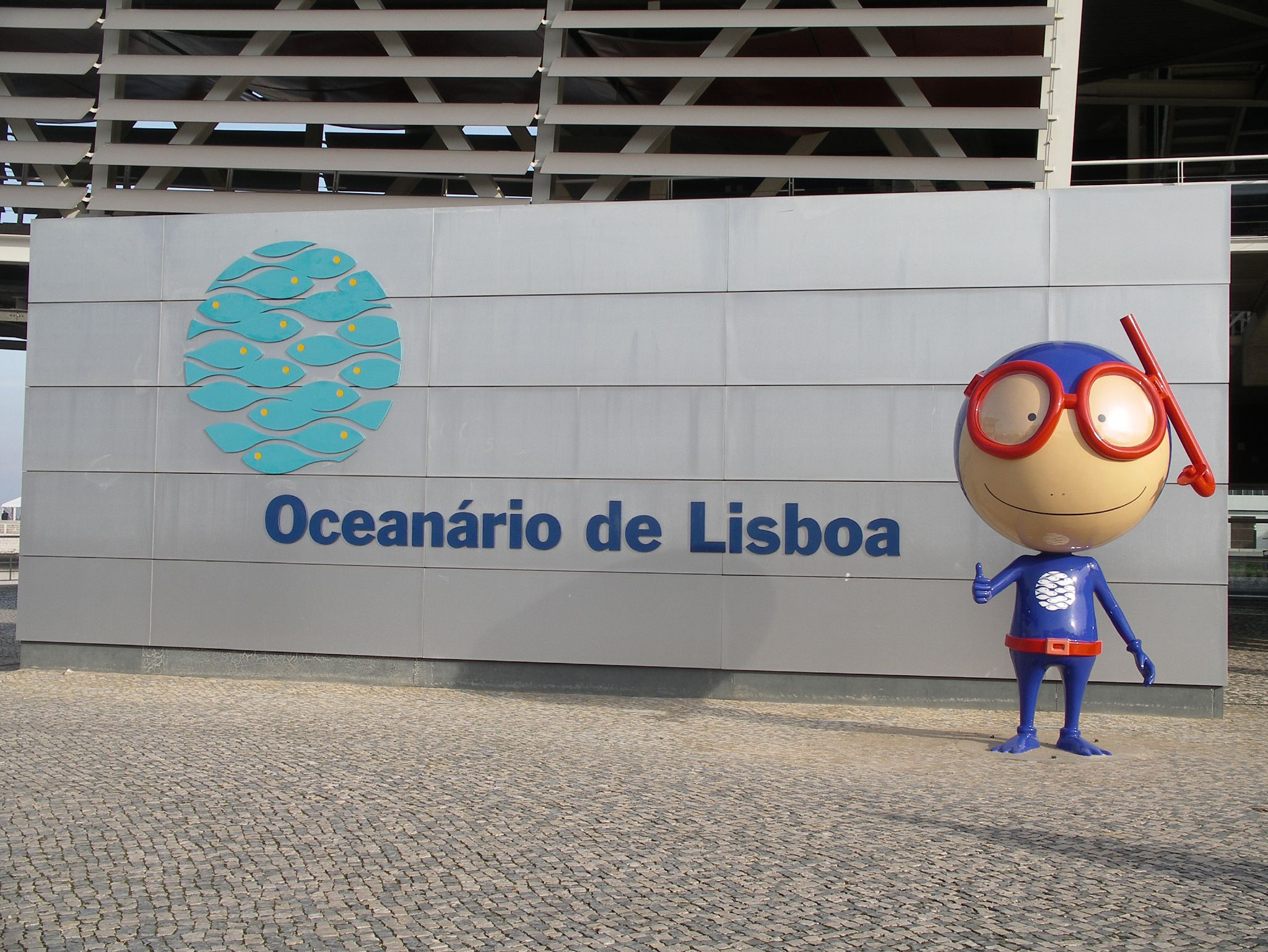
Mascotte de l'Oceanário de Lisbonne.
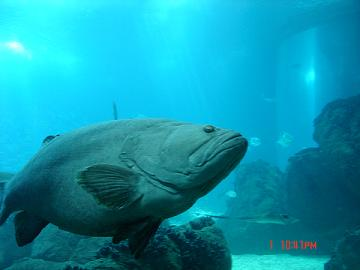
Mérou dans l'aquarium central.